# Inselbrücke
Die Inselbrücke ist eine seit dem 17. Jahrhundert bestehende Straßenbrücke über den westlichen Spreearm. Sie ist in Stromrichtung die erste Brücke an der Spreeinsel und befindet sich im Einzugsbereich des historischen Berliner Hafens. Die heutige steinerne Gewölbebrücke stammt aus den Jahren 1912–1913, gebaut nach Plänen von Ludwig Hoffmann und Stadtbaurat Krause und steht unter Denkmalschutz.

## Geschichte

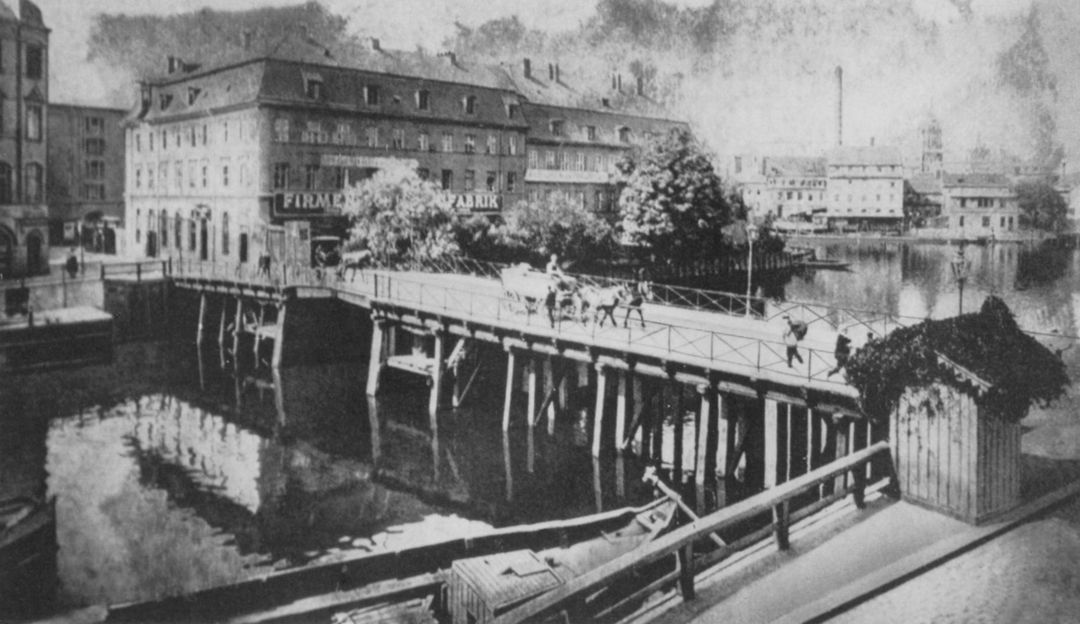
Inselbrücke um 1890

Im Jahre 1693 entstand im Zusammenhang mit der ersten Entwicklung von Alt-Kölln an der heutigen Stelle eine mehrfeldrige hölzerne Jochbrücke mit einem Klappendurchlass für die Schifffahrt. In einem amtlichen Brückenverzeichnis des Jahres 1709 trug sie den Namen „Brücke vom Cöllnischen Wursthofe über den Kanal nach Neu-Cölln“. Mehrfach repariert diente die nur circa 5 m breite Brücke rund 200 Jahre als wichtige Flussquerung im Stadtgebiet. Mit dem Ausbau des Mühlendamms verlagerte sich der Hauptschifffahrtsweg auf den nördlichen Spreearm und so konnte zu Beginn des 20. Jahrhunderts der Neubau einer festen und breiteren Brücke in Angriff genommen werden. Ludwig Hoffmann, der gerade die benachbarte Roßstraßenbrücke fertiggestellt hatte, lieferte die neuen Baupläne für eine steinerne Bogenbrücke.

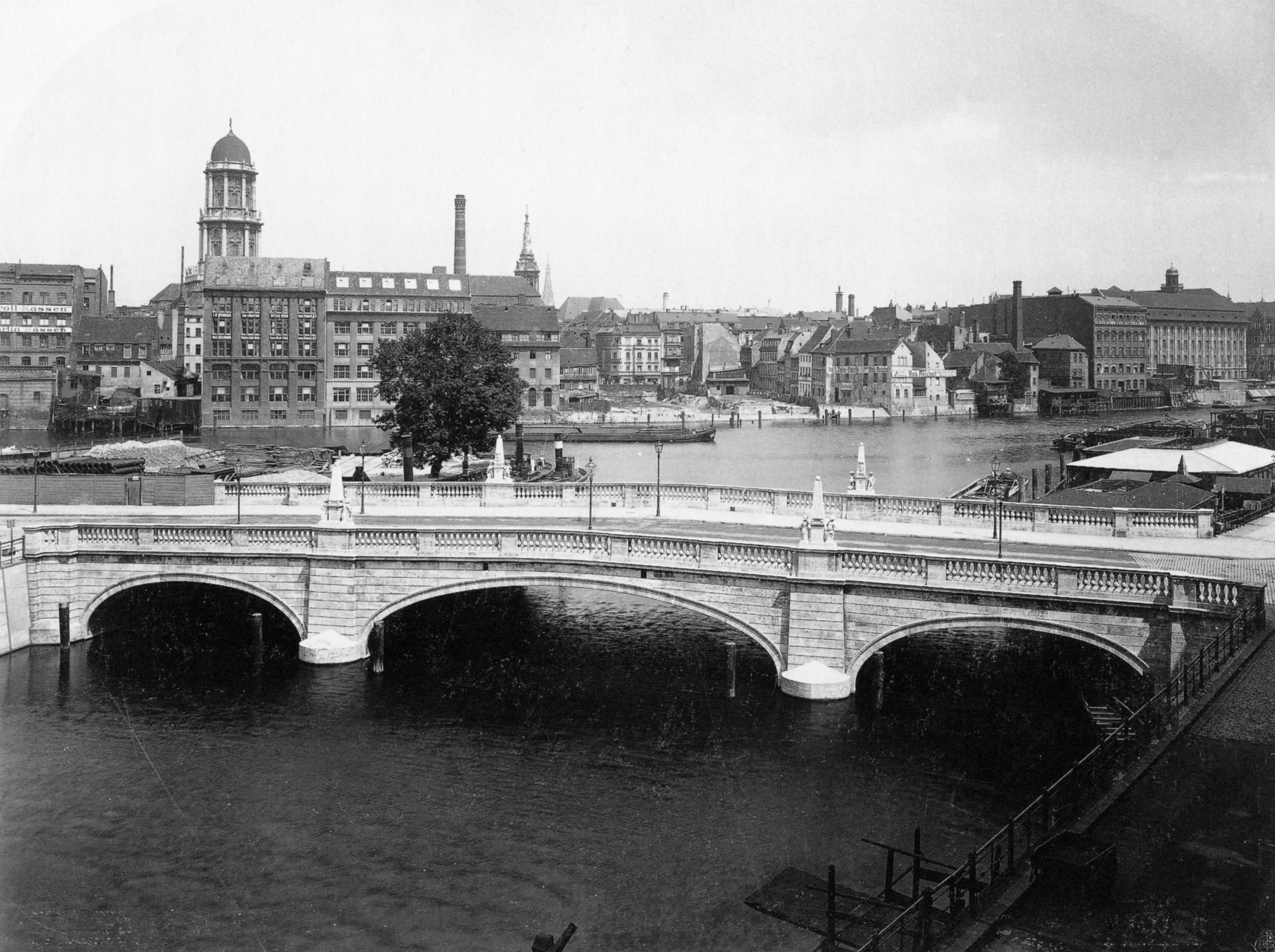
Die Inselbrücke im Vorkriegszustand (1916)

Im September 1912 begannen die Bauarbeiten, wozu die alte Konstruktion zunächst vollständig abgetragen wurde. Die Baugrundverhältnisse erforderten für den nördlichen Pfeiler eine tiefe Pfahlgründung und für den Bau des U-Bahn-Tunnels an dieser Stelle waren bauliche Vorkehrungen zu treffen. Drei Klinkergewölbe in den Öffnungsbreiten von 11,0 m, 18,0 m und 11,0 m wurden mit einem Lehrgerüst aufgemauert und mit Gelenken an den Kämpfern und im Scheitel versehen. Nach den Setzungen des fertigen Bauwerks wurden die Gelenke verschlossen und die Ansichtsflächen mit Kirchheimer Muschelkalk verblendet. Die Balusterbrüstungen fertigte man aus dem gleichen Material im Stil des Neobarock. Der nach Entwürfen von Christian Daniel Rauch vorgesehene reiche Brückenschmuck (Wappen, Kartuschen, Tierreliefs) fand keine kaiserliche Zustimmung. Nach Verkehrsfreigabe 1913 wurden jedoch vier von Putten flankierte Obelisken über den mittleren Pfeilern hinzugefügt.
Am Ende des Zweiten Weltkrieges beschädigten Granattreffer und die Sprengaktionen der deutschen Wehrmacht die Inselbrücke erheblich. Anfang der 1950er-Jahre wurde sie provisorisch wiederhergerichtet. Ein Loch im Brückenbelag über dem nördlichen Gewölbebogen diente zwischen 1946 und 1948 als Verladestelle von Hausmüll, der mittels Schubschiffen aus der Stadt hinausgebracht wurde. In den 1960er-Jahren wurden im Zusammenhang mit dem Bau von zahlreichen neuen Wohnhäusern auf der Fischerinsel alle vorhandenen Schäden an der Inselbrücke beseitigt und die volle Funktionsfähigkeit wiederhergestellt. Der zerschlagene Figurenschmuck blieb verschollen. In den Jahren 1999/2000 ließ die nun zuständige Senatsverwaltung das Brückenbauwerk umfassend sanieren, wobei auch der Unterwasserzustand der Pfeiler und Widerlager sowie die Erhaltung des unter der Spree verlaufenden U-Bahn-Tunnels genauestens untersucht wurden. Die Taucher fanden im Schlick 20 gut erhaltene Steinblöcke der Brücke, darunter Teile der steinernen Putten und der Obelisken sowie einen großen Muschelkalk-Sockel. Alle Teile wurden anschließend in einer Steinmetzwerkstatt in Spandau restauriert oder nachgearbeitet.  Mit dem Ende dieser Rekonstruktionsarbeiten wurde die Inselbrücke für den normalen Straßenverkehr gesperrt.

## In der Umgebung

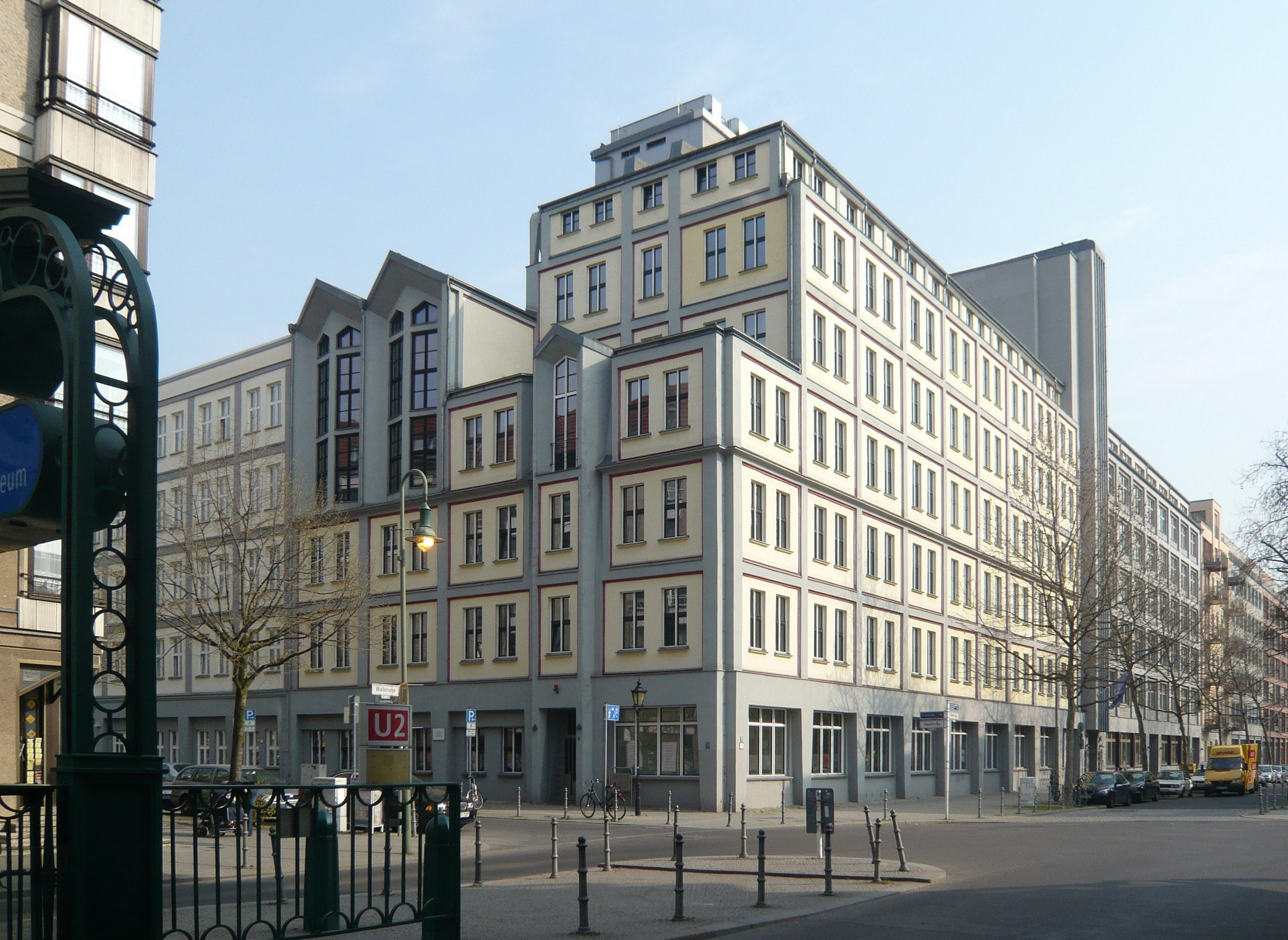
Historisches Gewerkschaftshaus, Inselstraße Ecke Wallstraße

- Südlich der Inselbrücke sind in der Inselstraße, der Wallstraße und am Märkischen Ufer zahlreiche Bauten aus der Zeit um 1900 erhalten, die fast alle in der Berliner Landesdenkmalliste stehen. In Sichtweite der Fischerinsel befindet sich das 1923 fertiggestellte Gewerkschaftshaus von Franz Hoffmann und Max Taut, von Walter Würzbach 1930–1932 erweitert.[5] Dieses Gebäude ist häufiges Ziel von Architekturexperten aus aller Welt, weil es eines der ersten monolithischen Betonbauten ist.

- An der gleichen Ecke wurde 2009 das Köllnische Gymnasium[6] umfassend saniert, in dem viele später berühmt gewordene Persönlichkeiten wie Hermann Ascher, Werner Klemke oder Alfred Wegener lernten oder lehrten.

## Die Berliner Inselbrücke in der Kunst

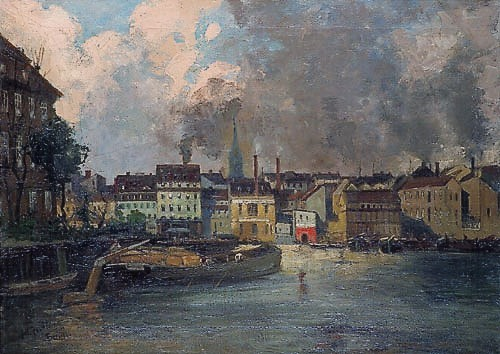
Julius Jacob d J: Blick von der Inselbrücke auf die Stralauer Straße, Ende 19. Jh.

- Franz Skarbina (1849–1910) fertigte 1895 ein Gemälde mit dem Titel Auf der Inselbrücke an. Die abendliche Darstellung zeigt im linken Vordergrund ein Stück des Holzgeländers der ersten Brücke.[7]
- Julius Jacob der Jüngere malte eine Altberliner Ansicht Blick von der Inselbrücke auf die Stralauer Straße (nördlich stromaufwärts)
- Ernst Fritsch (1892–1965) erstellte 1935 ein 100 cm × 70 cm großes Ölgemälde mit dem Titel Berlin an der Inselbrücke.[8]
- Georg Graf (1883–1958), malte ebenfalls ein Ölbild auf Leinwand mit dem Motiv Berlin, Blick auf die Inselbrücke zwischen Friedrichsgracht und Märkischem Ufer. Im Vordergrund Frachtschiff.[9]